# Public Enemy No. 1
«Public Enemy No. 1» es una canción de la banda de thrash metal estadounidense Megadeth, escrita por Dave Mustaine. Se trata de la decimoprimera canción y segundo sencillo de su decimotercer álbum de estudio, TH1RT3EN,  que fue lanzado el 1 de noviembre de 2011. La canción fue lanzada como sencillo el 13 de septiembre de 2011, que fue 50 º aniversario de Mustaine. Un video musical para la canción fue lanzada el 5 de noviembre de 2011. La canción debutó en vivo en Hamburgo, Alemania el 4 de julio de 2011, antes de su lanzamiento como sencillo.
El 31 de octubre de 2011 (Halloween), la banda interpretó la canción en el late show estadounidense  "Jimmy Kimmel Live!". Como se trataba de un espectáculo de Halloween, los miembros de la banda eran casi irreconocibles, vestidos con trajes completos: Dave Mustaine como el monstruo de Frankenstein, David Ellefson como un hombre lobo, Chris Broderick como el Fantasma de la Ópera y Shawn Drover como Drácula. La banda también interpretó "Symphony of Destruction", pero solo una pequeña parte se emitió durante los créditos finales. La canción completa se puso a disposición  exclusivamente en el sitio web de "Jimmy Kimmel Live!".

## Significado
Mustaine ha dicho que "Public Enemy No. 1" fue escrita sobre el gánster de 1920, Al Capone. La inspiración fue un incidente inquietante es posible mientras la banda estaba grabando en un edificio antiguo en Tennessee, que Mustaine se describe como un "refugio" de Capone. Las letras hacen varias referencias a la violencia armada y la resistencia de Capone a la captura.

## Video musical
El 20 de septiembre de 2011, David Ellefson anunció que la banda estaba grabando un video musical occidental-temático de la canción en Valencia, California. El video incluye animales vivos y material de archivo de la banda. El video fue lanzado el 4 de noviembre de 2011.

## Lista de canciones
Todas las letras escritas por Dave Mustaine y Johnny K, toda la música compuesta por Megadeth. 
| Sencillo digital |        |          |  |
| N.º              | Título | Duración |  |

## Personal
Megadeth
- Dave Mustaine – vocales, guitarra rítmica
- Chris Broderick – guitarra
- David Ellefson – bajo
- Shawn Drover – batería y percusión

- Música y letras - Dave Mustaine y Johnny K

Producción
- Productor musical - Johnny K